# نادية الفاني
نادية الفاني (بالفرنسية : Nadia EL Fani) (1960 -)، مخرجة وكاتبة سيناريو ومنتجة فرنسية - تونسية ولدت في باريس. أخرجت أفلامًا وثائقية عن حقوق الإنسان، وحقوق المرأة، والعلمانية، وانتقاد الدين.

## حياتها

### حتى عام 2011
ولدت نادية الفاني لأم فرنسية وأب تونسي. كان والدها بشير الفاني أحد قادة الحزب الشيوعي التونسي بعد الاستقلال. ظهر في فيلمها أولاد لينين. هي أخت المصور سفيان الفاني.
بدأت العمل في السينما كمتدربة عام 1982 في فيلم «سوء فهم» لجيري شاتسبيرج، تصويره في تونس. بعد ذلك، أصبحت مخرجًا مساعدًا وعملت مع رومان بولانسكي ونوري بوزيد ورومان جوبيل وفرانكو زفيريللي، من بين آخرين. في عام 1990، أخرجت فيلمها القصير الأول وأنشأت أول شركة إنتاج فيديو لها في تونس، Z'Yeux Noirs Movies، لإنتاج وإخراج أفلامها في هذا البلد. كونها قريبة من الجماعات النسوية التونسية المتشددة، بدأت في إنتاج أفلام وثائقية في عام 1993 مع «نساء زعيمات المغرب العربي» و «تانيتس موي».
انتقلت الفنانة الفاني إلى باريس عام 2002، خلال فترة ما بعد إنتاج أول فيلم روائي طويل لها، بيدوين هاكر. أرادت الهروب من نظام بن علي، المجتمع التونسي الذي شعرت أنه أصبح أكثر تحفظًا بسبب ضغوط الإسلاميين، والتهديدات التي تلقتها بسبب مشهدين مثيرين للجدل في بيدوين هاكر. : 26:10 بعد ذلك أخرجت العديد من الأفلام الوثائقية، بما في ذلك أولاد لينين في عام 2008. في خريف عام 2009، تم تشخيص إصابته بسرطان الثدي، وبدأ العلاج الكيميائي، مما تسبب في تساقط الشعر.

### جدال بينالله ولا السيد
الفيلم الوثائقي 2011 لا الله ولا سيد (Ni Allah ni Maître، مسرحية على لا إله لا سيدي صاغه الاشتراكي الفرنسي لوي أوجوست بلانكي في عام 1880)، صدر في فرنسا تحت عنوان Laïcité، Inch'Allah ! («العلمانية إن شاء الله»)، تصف الأحداث التي أدت إلى الثورة التونسية وتلك التي تلتها مباشرة، مع التركيز على دور الإسلام في المجال العام. يذكر الفاني في الفيلم أن سقوط بن علي لا ينبغي أن يؤدي فقط إلى الحرية السياسية، ولكن الحرية الدينية أيضًا. انها تدافع عن العلمانية (العلمانية) ويحذر من خطر الإسلام.
في أواخر أبريل 2011، دعت قناة هانيبال تي في لمناقشة فيلمها الجديد على التلفزيون في استوديو مع 500 شخص. ذكرت أن رسالة فيلمها كانت مفهومة جيدًا، ولم يكن هناك عداء من الجمهور في الغرفة. على الرغم من أنها أكدت أنها ملحدة، إلا أنها زعمت أن لا الله ولا السيد «ليسا مناهضين للدين»، بل دفاعا عن فصل الدين عن الدولة. في وقت المقابلة، كانت صلعاء لأنها كانت لا تزال تخضع للعلاج الكيميائي.
عرض فيلمها لأول مرة في فرنسا في 21 سبتمبر 2011 بعنوان Laïcité، Inch'Allah !، وحصلت على جائزة الجائزة الدولية للعلمانية عن ذلك. كما أنها كانت تتعافى من مرض السرطان وقالت مازحة إن «الثورة كانت أفضل العلاجات». ورغم أنها كانت تأمل في العودة إلى تونس «لتعيش هناك وتتحرر أخيرًا»، إلا أنها كانت تخشى الذهاب ومصادرة جواز سفرها. لاحقا في المملكة المتحدة، تناولت رسالة دكتوراه حول العلمانية في الفيلم الوثائقي في الشرق الأوسط فيلم الفاني "علمانية، إن شاء الله" بالدراسة.

### مهنة بعد 2011
أخرجت الفاني فيلم ليس سيئا حتى في عام 2012. في ذلك، تقارن صراعها مع سرطان الثدي بالمعركة السياسية ضد الأصولية الإسلامية.
بعد إلقاء القبض على الناشطة التونسية في مجال «فيمن» أمينة تايلر لنشرها صورة عارية لنفسها على الإنترنت في عام 2013، كانت الفاني واحدة من كثيرين ممن دعموها. شاركت صورة لنفسها على فيسبوك مع عبارة على صدرها: «جسدي ملك لي وليس مصدر شرف لأحد». في عام 2013، شاركت في إخراج Nos seins، nos armes ! فيلم وثائقي عن حركة فيمن من أجل فرنسا 2.
في 2 يونيو 2017، تم رفض الشكاوى الست المرفوعة ضدها في عام 2011 بعد بث فيلمها لا الله ولا سيد. في نوفمبر 2017، عادت إلى تونس لتقديم فيلمها ليس سيئا حتى. كانت هذه هي المرة الأولى منذ ست سنوات التي تزور فيها تونس وترى والدها، حيث منعت الدولة خلالها جميع أفلامها.

## إثارة الجدل
أثار فيلمها لا الله لا سيدي هجوما من قبل مستخدمي موقع فيسبوك. كذلك قام سلفيون باقتحام قاعة العرض الأولي للفيلم وقامو بضرب بعض المتفرجين. وقال حزب حركة النهضة أن اسم الفيلم استفزازي وقال الناشط التونسي توفيق بن بريك أن الفيلم أكثر من استفزازي فيما دافع ليبيراليون عن حرية المخرجة في التعبير. لذلك قامت المخرجة بتغيير اسم الفيلم إلى «العلمانية إن شاء الله».
تم نشر نسخة معدلة أقصر من المقابلة على الإنترنت بعد فترة وجيزة، مما تسبب في رد فعل إسلامي عنيف خلال العرض الأول للفيلم في أبريل 2011 في تونس، هاجم عشرات الإسلاميين السينما، وكسروا الباب وهم يهتفون الله أكبر ! بأعلام سوداء ويمنع الفحص بشكل فعال. قدم محامون إسلاميون شكاوى ضد فيلمها

## تهديد بالقتل
تلقت الفاني العديد من التهديدات بالقتل وكانت هدفًا للتشهير على وسائل التواصل الاجتماعي. وعد شخص على مواقع التواصل الاجتماعي بـ 200 مليون دينار لمن يقتلها. قررت الفرار من تونس والعودة مرة أخرى إلى فرنسا هربًا من الاضطهاد والسجن

## أعمالها
- العلمانية إن شاء الله، 2011
- أولاد لينين، 2009
- بدوين هاكر، 2003
- قراصنة البدوية.

### فيلموغرافيا
- 1992: خمسون شهرًا (خمسون وخمسون حبي، فيلم روائي قصير) - مخرج
- 1993: تانيتس موي (فيلم وثائقي طويل) - مخرج
- 1995: («قلبي هو شهادتي»، فيلم وثائقي طويل - تونسي للمخرج لويز كاريه) - إنتاج
- 1998: («طالما هناك فيلم»، فيلم وثائقي قصير) - مخرج
- 2003: بيدوين هاكر («بدوين هاكر»، فيلم روائي طويل) - مخرج وكاتب سيناريو ومنتج
- 2005: («اتحدوا، لم يفت الأوان بعد!»، من أجل سلسلة الأفلام القصيرة Paris la métisse («باريس المختلطة») - مخرج
- 2007: أولاد لينين («أطفال لينين»، فيلم وثائقي طويل) - مخرج
- 2011: Ni Allah ni Maître («لا الله ولا سيد»)، صدر في فرنسا تحت عنوان Laïcité، Inch'Allah ! («العلمانية في فرنسا، إن شاء الله !»، فيلم وثائقي طويل) - مخرج، منتج
- 2012: ليس سيئا حتى ("It Doesn't Even Hurt"، فيلم وثائقي طويل) - مخرج مشارك (مع ألينا إيزابيل بيريز) وكاتب السيناريو
- 2013: لا يوجد سلاح ! («صدورنا، أسلحة!»، فيلم وثائقي طويل لفرانس 2 عن حركة فيمن) - مخرج مشارك (مع كارولين فورست)

## الجوائز
- في عام 2011، حصلت الفاني على جائزة العلمانية («جائزة العلمانية») من لجنة العلمانية في فرنسا. في عام 2013، فازت بجائزة المهرجان الأفريقي للسينما والتلفزيون في واغادوغو لأفضل فيلم وثائقي طويل عن ليس سيئا حتى.

## وصلات خارجية
- نادية الفاني على موقع IMDb (الإنجليزية)
- نادية الفاني على موقع ألو سيني (الفرنسية)
- نادية الفاني على موقع أول موفي (الإنجليزية)
- نادية الفاني على موقع قاعدة بيانات الفيلم (الإنجليزية)
- نادية الفاني على موقع كينوبويسك (الروسية)

- المدونة الرسمية لنادية الفاني
- نادية الفاني في آلو سيني
- نبذة عن نادية الفاني في مهرجان السينما الأفريقية